# Wardialing
Beim Wardialing (englisch war dialing) wird mithilfe eines Modems jede Telefonnummer in einem Gebiet oder einem bestimmten Nummernbereich angerufen, in der Hoffnung, auf einen Computer zu treffen, in den man anschließend eindringen kann.
Der Name dieser Technik nimmt Bezug auf den Film WarGames – Kriegsspiele von 1983. Darin programmiert der Protagonist seinen Computer, jeden Anschluss in Sunnyvale (Kalifornien) anzurufen, in der Hoffnung, auf einen Computer eines dort ansässigen Computerspiele-Herstellers zu treffen, um noch unveröffentlichte Versionen eines Spiels herunterladen zu können. Vor der Veröffentlichung des Films war die Methode hammer dialing oder demon dialing genannt worden; nachdem schließlich ein Softwarehersteller 1985 die Software War Games Autodialer für Commodore-Computer auf den Markt gebracht hatte, war aber die an den Filmtitel angelehnte Bezeichnung in der Szene allgemein verbreitet.
Da an den meisten Telefonanschlüssen kein Computer hing, sondern ein normales Telefon, verursachte Wardialing eine Belästigung der Anschlussinhaber und war in vielen Ländern verboten. Zur Umgehung der entstehenden hohen Kosten wurde oft auf Blueboxing zurückgegriffen.
Weil mittlerweile kaum noch Computer mit akustischen Modems an normale Telefonleitungen angeschlossen sind, hat das Verfahren seine Bedeutung verloren.
Ein aktuelleres Phänomen ist Wardriving, die Suche nach (offenen) WLANs mit einem Fahrzeug.
Mit dem Wardialing vergleichbar sind Port Scans im TCP/IP-Protokoll, die jeden TCP-Port jeder IP-Adresse abfragen, um herauszufinden, welche Dienste verfügbar sind. Im Gegensatz zum Wardialing stellen Portscans allerdings keine Belästigung von Menschen dar.